# دهه ۶۷۰ (پیش از میلاد)
دهه ۶۷۰ (پیش از میلاد) ۶۷مین دهه قبل از مبدا شروع تقویم میلادی است.

## رویدادها
- پایان پادشاهی الیپی با مرگ نیبه بدست تئوشپا

## درگذشتگان
- کشته شدن نیبه پادشاه الیپی بدست تئوشپا پادشاه کیمری ها (۶۷۹ پیش از میلاد)